# Avenue Papineau
 (juin 2023).
Si vous disposez d'ouvrages ou d'articles de référence ou si vous connaissez des sites web de qualité traitant du thème abordé ici, merci de compléter l'article en donnant les références utiles à sa vérifiabilité et en les liant à la section « Notes et références ».
L'avenue Papineau est une artère de Montréal.

## Situation et accès
D'orientation nord-sud, elle traverse totalement l'île de Montréal sur une longueur de 10,5 km. Elle traverse également les arrondissements Ville-Marie, Le Plateau-Mont-Royal, Rosemont-La Petite-Patrie, Villeray-Saint-Michel-Parc-Extension et Ahuntsic-Cartierville.
On y retrouve la station de Métro Papineau située à un coin de rue de son intersection avec la rue Sainte-Catherine (angle rue Cartier), mais aussi la station de Métro Fabre à l'angle de la rue Jean-Talon.
- Au sud, l'avenue Papineau commence à la hauteur de la rue Notre-Dame, à proximité de la brasserie Molson et du pont Jacques-Cartier.
- Au nord, elle s'achève à la hauteur de l'avenue Étienne-Brûlé (au nord du boulevard Gouin) et traverse la rivière des Prairies par le pont Papineau-Leblanc.

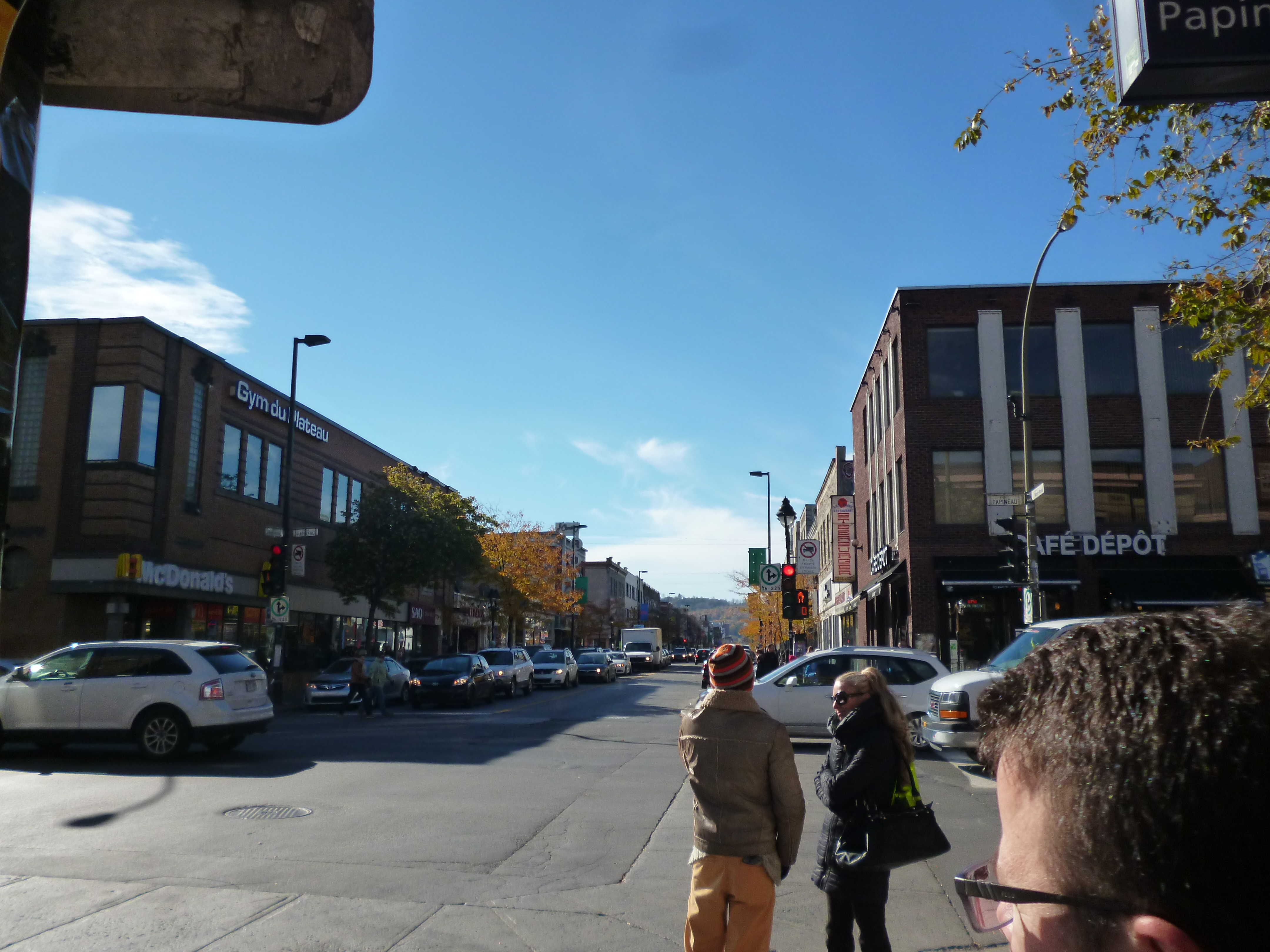
L'avenue Papineau, au niveau de son intersection avec l'avenue du Mont-Royal.

### Autoroute Papineau
Au nord de l'autoroute 40, l'avenue Papineau est aussi désignée sous le nom d'autoroute 19 ou autoroute Papineau. En réalité, il ne s'agit d'une véritable autoroute qu'à partir de la rivière des Prairies. Sur l'île de Montréal, elle se présente sous la forme d'un boulevard urbain. Celui-ci longe sur une longue distance les anciennes carrières Miron, aujourd'hui en cours de réaménagement (Complexe environnemental Saint-Michel). Du côté de Laval, cette voie devient une route à caractère rural sous le nom d'« avenue Papineau » au nord du boulevard Dagenais jusqu'à Bois-des-Filion où son nom est légèrement modifié pour « boulevard Louis-Joseph-Papineau ». La voie à partir du nord de l'autoroute 440 est désignée aussi comme route 335.

## Toponymie
Cette désignation rappelle Joseph Papineau (1752-1841), le père de Louis-Joseph Papineau (1786-1871).
Ouverte avant 1810, cette voie connaît plusieurs appellations avant que, le 3 juillet 1890, le Conseil municipal de Montréal décide de lui attribuer le nom d'« avenue Papineau », notamment le chemin Papineau, le chemin Victoria, la rue Monarque, la rue Bromby, la rue Lamarche, la rue Berthelet et la rue Charles-Beaubien. 

## Bâtiments remarquables et lieux de mémoire
- La nouvelle Maison de Radio-Canada au 1000, avenue Papineau
- Parc La Fontaine
- Église Immaculée-Conception et Centre de loisir de l'Immaculée-Conception
- La Tulipe, une salle de spectacles
- Théâtre La Licorne
- Le Taz, un grand centre sportif intérieur consacré à la pratique du skateboard, du BMX, et du patin à roues alignées
- Casa Obscura, un atelier d’artistes multidisciplinaires

## Sources
- Google map : Avenue Papineau Montréal
- Ville de Montréal, Les rues de Montréal. Répertoire historique, Édition Méridien, 1995.